# Koszykarz okularowy
Koszykarz okularowy (Asthenes palpebralis) – gatunek małego ptaka z rodziny garncarzowatych (Furnariidae). Występuje w Ameryce Południowej – endemicznie na niewielkim terenie Peru. W Czerwonej księdze gatunków zagrożonych IUCN klasyfikowany jest jako gatunek najmniejszej troski (LC, ang. Least Concern).

## Systematyka
Takson ten po raz pierwszy zgodnie z zasadami nazewnictwa binominalnego opisał niemiecki przyrodnik Jean Cabanis w 1873 roku na łamach „Journal für Ornithologie”. Autor nadał ptakowi nazwę Schizoeaca palpebralis, tworząc dla niego rodzaj Schizoeaca (obecnie synonimizowany z Asthenes). Jako miejsce typowe Cabanis podał górę Maraynioc w regionie Junín w Peru. Badania molekularne opublikowane w 2011 roku wykazały, że koszykarz okularowy jest najbliżej spokrewniony z koszykarzem rdzawoczelnym Asthenes ottonis. Oba te gatunki były wcześniej zaliczane do rodzaju Schizoeaca. Koszykarz okularowy jest gatunkiem monotypowym.

### Etymologia
- Asthenes: gr. ασθενης asthenes „nieistotny, mało znaczący”, od negatywnego przedrostka α- a-; σθενος sthenos „siła, moc”[11].
- palpebralis: łac. palpebralis – „od powiek”, łac.  palpebra – „powieka”[12].

## Morfologia
Mały ptak o tęczówkach barwy od jasnoszarej do kasztanowej. Dziób długi i cienki, żuchwa czarna, górna szczęka od czarnej do szarej. Nogi i stopy od szarych do niebieskoszarych. Górne części ciała i pokrywy skrzydeł są jednolicie ciemnokasztanowobrązowe. Głowa kasztanowobrązowa z nieco jaśniejszą twarzą i ciemniejszą koroną i kantarkiem. Wokół oczu białe pierścienie. Ogon długi, stopniowany, sterówki postrzępione ze spiczastymi końcami, jaśniejsze niż górne części ciała. Dolne części ciała jednolicie szare. Na brodzie wyraźna rdzawa lub pomarańczowo-ruda plama. Gardło, pierś i brzuch szare. Boki brązowawe podobnie jak pokrywy podogonowe. Długość ciała 18–20 cm, masa 16–18 g. Nie występuje dymorfizm płciowy. Młode osobniki podobne do dorosłych bez rdzawej palmy na brodzie, z bardziej brązowymi bokami i jaśniejszym brzuchem.
Wymiary szczegółowe:
| Długość skrzydła (mm) | 61–63,5 |
| Długość ogona (mm)    | 105–117 |
| Długość dzioba (mm)   | 17–18   |

## Zasięg występowania
Koszykarz okularowy występuje na bardzo niewielkim obszarze peruwiańskich Andów w regionie Junín. Znany jest jedynie z Endemic Bird Area EBA 049 „North-east Peruvian cordilleras”. Zasięg występowania (EOO, Extent of Occurrence) według szacunków organizacji BirdLife International obejmuje około 13,4 tys. km². Występuje zazwyczaj w zakresie wysokości od 3030 do 3710 m n.p.m.

## Ekologia i zachowanie
Jego głównym habitatem są wilgotne lasy karłowate oraz lasy mgliste w górnych partiach Andów. Długość pokolenia jest określona na 3,8 roku. Ptak ten żeruje samotnie lub w parach, głównie w podszycie. Preferuje niewielki drzewiaste krzewy lub niskie drzewa porośnięte mchem i porostami. Nie ma wielu informacji o diecie tego gatunku, składa się głównie z owadów.

### Rozmnażanie
Brak informacji o rozmnażaniu i gniazdowaniu tego gatunku.

## Status
W Czerwonej księdze gatunków zagrożonych IUCN koszykarz okularowy jest uznawany za gatunek najmniejszej troski (LC, ang. Least Concern). Wielkość populacji nie jest oszacowana, a gatunek ten opisywany jest jako pospolity. BirdLife International ocenia, że liczebność populacji prawdopodobnie spada z powodu degradacji jego naturalnych siedlisk.